# Il lungo uomo negro
Il lungo uomo negro è un romanzo di Georges Simenon, titolo originale Le negre, pubblicato da Presses de la Cité nel 1957, un preoriginale era stato pubblicato a puntate sul quotidiano Le Figaro. In italiano è stato pubblicato nel 1960 da Mondadori nella collana il Girasole n.134. Traduzione di Roberto Cantini
Il lungo uomo negro è la storia di un piccolo insignificante uomo che sogna un riscatto sociale ed economico. L'occasione che gli si presenta è però al di sopra delle sue capacità e della legalità. Rimarrà confinato nel suo mondo.

## Trama
Protagonista del romanzo è il responsabile di un passaggio a livello di un paesino, Versins, sulla linea tra Parigi e Calais. Il suo nome è Theodore Doineau, ma tutti lo chiamano semplicemente Theo. È un uomo di mezza età, che si considera un paria con una trattenuta rabbia dentro e voglia di rivincita. "Un giorno, gli faro vedere …" è la frase che continua a ripetersi ed è l'incipit del libro.
Sua moglie lo ha lasciato da tempo e anche la figlia se ne era andata quando era rimasta incinta da un uomo che Theo suppone essere tale Nicolas Cadieu un tipo rude e senza scrupoli che rischia di finire in prigione per frode. Nicolas è uno dei due nipoti di secondo grado eredi del ricco e temuto possidente Justin Cadieu morto da alcuni giorni.
La storia del libro è imperniata sul ritrovamento del cadavere di un “lungo uomo nero” ai piedi della massicciata sotto ai binari del treno nei pressi del paesino, con il volto sfigurato e irriconoscibile. Addosso non ha documenti.
Che ci facesse un nero in quei posti è una stranezza e tutti pensano ad una disgrazia, solo Theo che lo ha visto, per caso, incamminarsi di notte sulla strada verso il paese, sa che le cose non stanno così, ma si guarda bene dal rivelarlo e nega che sia sceso alla fermata del treno.
È l'occasione che da sempre ha atteso. Quella che gli permetterà di terminare la vita nella agiatezza e di sentirsi chiamare finalmente, signor Theodore.  Theo sa chi può avere ucciso il nero e perché. Da quel momento elabora fantasie su fantasie e costruisce situazioni immaginarie per affrontare colui a chi chiederà diversi milioni per tenere la bocca chiusa.
Ma anche la polizia indaga e scopre che il nero non era altro che Henri Cadieu il primo nipote di Justin Cadieu, figlio del figlio da anni emigrato in Africa e lì morto. Di questo nipote nessuno sapeva della esistenza, ma sarebbe stato l'unico erede del ricco imprenditore. Era infatti appena arrivato dall'Africa su richiesta segreta del nonno.
Per Theo i tempi si stringono e deve decidersi a contattare Nicolas che ritiene l'assassino del nero. Esclude l'altro fratello, Francois, perché più agiato e tranquillo e con una malformazione al piede che gli avrebbe impedito di trascinare il corpo del nero sino al punto in cui era stato ritrovato.
Un venerdì, suo giorno di riposo prende la decisione di affrontare Nicolas. Per farsi coraggio comincia a bere sin dal mattino ma presto si ubriaca, si ritiene lucido e sicuro e quando incontra per caso Nicolas ottiene un appuntamento per metà pomeriggio. Nell'aspettare l'ora entra anche nel ristorante albergo gestito da Francois, che Theo considera una brava persona e si lascia andare a mezze frasi come "io so tutto su tuo fratello".
Giunta l'ora si presenta a casa di Nicola, ma lui non c'è. Theo ormai non si regge in piedi e cade persino per terra infangandosi tutto. Capisce che tutto quello che aveva costruito erano solo illusioni. Rimarrà il poveraccio che è sempre stato.
L'indomani al risveglio, al bar di fronte alla stazione dove di solito si reca per la colazione, Theo ascolta dagli avventori il veloce epilogo della vicenda. Francois nella notte si era sparato e Nicolas era scappato. La polizia aveva scoperto che nel registro dell'albergo di Francois, la notte prima del ritrovamento, si era registrato Henri Cadieu che non sapeva nulla dei cugini e dell'albergo in cui voleva pernottare. Controllando i documenti e realizzato chi aveva di fronte, con la certezza di perdere l'eredità, Francois chiama il Fratello e i due non ci pensano un attimo a uccidere il cugino mettendo in atto la finta disgrazia.
E Theo? L'explicit di Simenon è magistrale:
“Niente! era lui che abbassava le sbarre e indietreggiava di tre passi per non prendere in faccia, come uno schiaffo, la ventata del rapido che passava”

## Edizione italiana
- Georges Simenon, Il lungo uomo nero, traduzione di Roberto Cantini, collana "Il girasole" n° 134, Arnoldo Mondadori Editore, 1960,  p. 183.